# Super League Vrouwenvoetbal 2017-18
Het seizoen 2017/18 was de derde editie van de Belgische Super League Vrouwenvoetbal. De competitie startte in de zomer van 2017 en eindigde in de lente van 2018. RSC Anderlecht werd voor het eerst sinds het ontstaan van de Super League  Belgisch landskampioen.
De competitie bestond - na een pauze in het vorige seizoen - weer uit twee delen: een eerste waarin alle ploegen vier keer tegen elkaar spelen en een tweede met play-offs, waarin de eerste vier ploegen spelen voor de titel en de laatste twee het tegen elkaar opnemen om een degradatie naar Eerste klasse te ontlopen.

## Clubs
Zes van de zeven ploegen uit het tweede seizoen van de Super League bleven in de hoogste afdeling: AA Gent, Anderlecht, Heist, KRC Genk, OHL en Standard. Eva's Tienen vroeg geen licentie aan en zakte naar Eerste klasse. Aangezien geen enkele aangezochte ploeg te kennen gaf te willen promoveren, ging de competitie van start met zes ploegen.
| Nr | Stamnr | Club                | Plaats            | Seiz | Beste          | 2016-17  |
| -- | ------ | ------------------- | ----------------- | ---- | -------------- | -------- |
| 1  | 16     | Standard Luik       | Luik              | 3    | Kampioen (20x) | Kampioen |
| 2  | 35     | RSC Anderlecht      | Anderlecht        | 3    | Kampioen (4x)  | 2e       |
| 3  | 7      | AA Gent             | Gent              | 3    | 3e (2017)      | 3e       |
| 4  | 8238   | KRC Genk            | Genk              | 3    | 4e (2017)      | 4e       |
| 5  | 6142   | Oud-Heverlee Leuven | Leuven            | 3    | 5e (2017)      | 5e       |
| 6  | 2948   | KSK Heist           | Heist-op-den-Berg | 3    | Kampioen (3x)  | 6e       |

## Reguliere competitie

### Klassement

#### Tabel
| #  | Team       | GW | Win | Gel | Ver | Voor | Tegen | Saldo | Pnt | Opm |
| -- | ---------- | -- | --- | --- | --- | ---- | ----- | ----- | --- | --- |
| 1. | Anderlecht | 20 | 17  | 1   | 2   | 93   | 14    | +79   | 52  |     |
| 2. | AA Gent    | 20 | 11  | 4   | 5   | 59   | 22    | +37   | 37  |     |
| 3. | KRC Genk   | 20 | 11  | 4   | 5   | 45   | 22    | +23   | 37  |     |
| 4. | Standard   | 20 | 7   | 4   | 9   | 34   | 27    | +7    | 25  |     |
| 5. | OHL        | 20 | 6   | 1   | 13  | 32   | 48    | -16   | 19  |     |
| 6. | Heist      | 20 | 1   | 0   | 19  | 6    | 136   | -130  | 3   |     |

#### Legenda
| Kleur | Resultaat                               |
| ----- | --------------------------------------- |
|       | Plaats geeft recht op play-off 1        |
|       | Plaats geeft recht op play-off 2        |
| (1)   | Mathematisch zeker van deelname aan PO1 |
| (2)   | Mathematisch zeker van deelname aan PO2 |

#### Positieverloop per club
| Club       | 1 | 2 | 3 | 4 | 5 | 6 | 7 | 8 | 9 | 10 | 11 | 12 | 13 | 14 | 15 | 16 | 17 | 18 | 19 | 20 |
| ---------- | - | - | - | - | - | - | - | - | - | -- | -- | -- | -- | -- | -- | -- | -- | -- | -- | -- |
| Anderlecht |   |   |   |   |   |   |   |   |   |    |    |    |    |    |    |    |    |    |    |    |
| Genk       |   |   |   |   |   |   |   |   |   |    |    |    |    |    |    |    |    |    |    |    |
| Gent       |   |   |   |   |   |   |   |   |   |    |    |    |    |    |    |    |    |    |    |    |
| Heist      |   |   |   |   |   |   |   |   |   |    |    |    |    |    |    |    |    |    |    |    |
| OHL        |   |   |   |   |   |   |   |   |   |    |    |    |    |    |    |    |    |    |    |    |
| Standard   |   |   |   |   |   |   |   |   |   |    |    |    |    |    |    |    |    |    |    |    |

### Uitslagen
|                | AND | AND | GNK | GNK | GNT | GNT | HEI | HEI | OHL | OHL | STA | STA |
| -------------- | --- | --- | --- | --- | --- | --- | --- | --- | --- | --- | --- | --- |
| RSC Anderlecht |     |     |     |     |     |     |     |     |     |     |     |     |
| KRC Genk       |     |     |     |     |     |     |     |     |     |     |     |     |
| AA Gent        |     |     |     |     |     |     |     |     |     |     |     |     |
| KSK Heist      |     |     |     |     |     |     |     |     |     |     |     |     |
| OH Leuven      |     |     |     |     |     |     |     |     |     |     |     |     |
| Standard Luik  |     |     |     |     |     |     |     |     |     |     |     |     |

## Play-offs

### Klassement

#### Tabel play-off 1
| #  | Team       | GW | Win | Gel | Ver | Voor | Tegen | Saldo | Pnt | Opm |
| -- | ---------- | -- | --- | --- | --- | ---- | ----- | ----- | --- | --- |
| 1. | Anderlecht | 6  | 5   | 0   | 1   | 19   | 11    | +8    | 41  |     |
| 2. | AA Gent    | 6  | 4   | 0   | 2   | 16   | 14    | +2    | 31  |     |
| 3. | KRC Genk   | 6  | 1   | 1   | 4   | 6    | 13    | -7    | 23  |     |
| 4. | Standard   | 6  | 1   | 1   | 4   | 8    | 11    | -3    | 17  |     |

#### Tabel play-off 2
| #  | Team      | GW | Win | Gel | Ver | Voor | Tegen | Saldo | Pnt | Opm |
| -- | --------- | -- | --- | --- | --- | ---- | ----- | ----- | --- | --- |
| 1. | OH Leuven | 2  | 2   | 0   | 0   | 21   | 0     | +21   | 6   |     |
| 2. | KSK Heist | 2  | 0   | 0   | 2   | 0    | 21    | -21   | 0   |     |

#### Legenda
| Kleur | Resultaat                                         |
| ----- | ------------------------------------------------- |
|       | Kampioen en kwalificatie voor de Champions League |
|       | Rechtstreekse degradatie naar Eerste klasse       |
|       | Mathematisch zeker van de titel                   |
|       | Mathematisch zeker van de degradatie              |